# Johann Heermann

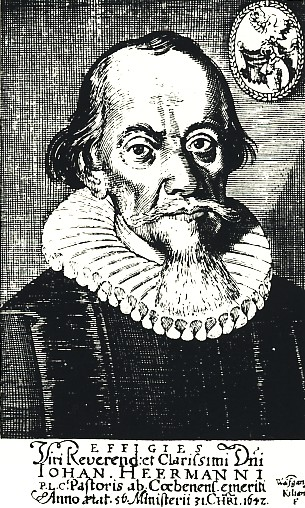
Johann Heermann (1585-1647)

Johann eller Johannes Heermann, född 11 oktober 1585, död 17 februari 1647 i Polen, var luthersk präst i Köben och psalmförfattare i Schlesien. I sina psalmer använde han symbolik ur kristen mystik, och uttrycker en personlig kristendom. Hans psalmdiktning visar på ett övergångsskede från det äldre, mer objektiva sättet att författa psalmtext, till pietismens subjektiva.
Heermann finns representerad i de danska psalmböckerna Kingos 1699, Pontoppidans 1740, Guldbergs 1778, Evangeliske-christlig 1798, Roskilde Konvents 1855 och Psalmebog for Kirke og Hjem. Johannes Brunsmand översatte de tyska texterna till danska. I svenska Den svenska psalmboken 1986 är Heermann representerad med originaltexten till tre verk (nr 441, 452 och 545). I 1819 års psalmbok finns han representerad med sju verk (nr 77, 123, 160, 176, 207, 217 och 244).

## Psalmer
- Hur kan och skall jag dig (1695 nr 20, 1937 nr 200) skriven 1632
- Kom, min kristen, Gud till ära (1695 nr 198, 1937 nr 399) skriven 1636
- Jesus, djupa såren dina (1695 nr 151, 1986 nr 441) skriven 1644, översatt av Ericus Norenius 1675. Finns på Wikisource.
- O Gud, o Gud så from (1695 nr 297, 1937 nr 398) skriven 1630
- O Jesu kär, vad har väl du förbrutit (1937 nr 81, 1986 nr 452) skriven 1630, översatt av Johan Alfred Eklund 1910
- O Jesus, rik av nåd (1695 nr 292, 1986 nr 545) skriven 1630, översatt av Lorentz Springer 1676
- Sion klagar med stor smärta (1695 nr 289, 1937 nr 168) skriven 1636 (verserna 1-4)
- Vad sörjer du så svåra (1695 nr 267, 1937 nr 373) skriven 1630, översatt av Jakob Arrhenius.